# Arhont
Arhont (grč. árkhōn od arkhontía, država u kojoj vlada arhont) naslov je najviših dužnosnika u mnogim grčkim antičkim polisima.
U Ateni su arhonte birali najprije doživotno, poslije na 10 godina, a od 683. g. pr. Kr. na godinu dana. Otada se kolegij arhonata sastojao od devet članova: eponim po kojem su se datirale godine (imao je i sudske ovlasti, kasnije postaje najvažnijim arhontom), basileus (obnašao je razne ceremonijalne i vjerske funkcije kao podsjetnik na nekadašnjeg kralja - bazileja), polemarh (uglavnom vojne ovlasti, u VI. st. pr. Kr. većinu stvarnih vojnih funcija preuzeli su stratezi) i šest tesmoteta.

## Razvoj uporabe termina
Prva trojica arhonta obavljali su razne dužnosti u sudstvu, administraciji, vojsci i kultnim obredima, a tesmoteti su obavljali sudske dužnosti, koje nisu ulazile u ovlasti prve trojice arhonata. Nakon prestanka službe arhonti su postajali članovi areopaga.
Arhonti su prvotno zastupnici plemstva, a poslije i najbogatijih građana. Nakon reforme atenskog ustava 487. g. pr. Kr., kolegij arhonata otvara se postepeno i za sve ostale građane. 
U kasnijoj povijesti, naziv arhont upotrebljavao se u vrlo raznolikim značenjima.
Kod Židova arhontima su se nazivali članovi sinedrija u Jeruzalemu i predstojnici židovskih općina u dijaspori (u Rimu, Antiohiji, Aleksandriji idr. 
U Bizantu naziv "arhont" nose visoki civilni dostojanstvenici, činovnici u administraciji, viši časnici temata, poneki crkveni dostojanstvenici i dr. Vidi pojam arhontija.
U bizantskim izvorima nazivom "arhont" označuju se i strani vladari; tako npr. Konstantin Porfirogenet naziva kneževe Hrvata, Srba, Zahumljana i Dukljana.